# 4533 Orth
4533 Orth eller 1986 EL är en asteroid i huvudbältet som upptäcktes den 7 mars 1986 av den amerikanska astronomen Carolyn S. Shoemaker vid Palomar-observatoriet. Den är uppkallad efter Charles J. Orth.
Asteroiden har en diameter på ungefär 7 kilometer och den tillhör asteroidgruppen Phocaea.